# Mina (Nevada)
Mina – jednostka osadnicza w Stanach Zjednoczonych, w stanie Nevada, w hrabstwie Mineral.